# Lochiazione
La lochiazione è un processo fisiologico che si verifica dopo il parto e che consiste nella fuoriuscita dalla vagina di liquidi fetali e residui placentari ed epiteliali, detti "lochi". 
I lochi devono essere inodori, di colore scuro-grigiastro in prossimità del parto fino a diventare poi trasparenti. Se maleodoranti indicano una sospetta endometrite, le cui conseguenze dipendono dalla specie presa in esame: nella donna porta a un'alterazione sistemica dell'organismo, e se non curata è mortale.